# Francesc IV Ordelaffi
Francesc IV Ordelaffi (1435-1466), fou fill d'Antoni I Ordelaffi. Va succeir al seu pare a la senyoria de Forlì el 1448, sota regència de la seva mare Caterina Rangoni i des del 1449 de la del seu oncle matern Ugo Rangoni al que va expulsar el 1454. Va governar conjuntament amb son germà Pino III Ordelaffi. Es va casar amb Elisabetta Manfredi (Faenza 1443-Faenza 26 de juny de 1469). Va governar fins a la seva mort el 1466.